# Оксид ниобия(II)
Оксид ниобия(II) — бинарное неорганическое соединение, окисел металла ниобия с формулой NbO, чёрные кристаллы, не растворимые в воде.

## Получение
- Пропускание паров окситрихлорида ниобия(V) над магнием:

{\displaystyle {\mathsf {2NbOCl_{3}+3Mg\ {\xrightarrow {T}}\ 2NbO+3MgCl_{2}}}}
- Восстановление водородом под давлением 150 ат оксида ниобия(V):

{\displaystyle {\mathsf {Nb_{2}O_{5}+3H_{2}\ {\xrightarrow {2500^{o}C,p}}\ 2NbO+3H_{2}O}}}
- Спекание смеси ниобия и окситрихлорида ниобия(V) в вакууме:

{\displaystyle {\mathsf {Nb_{2}O_{5}+3Nb\ {\xrightarrow {1130-1330^{o}C,p}}\ 5NbO}}}

## Физические свойства
Оксид ниобия(II) образует чёрные кристаллы
кубической сингонии, пространственная группа F m3m, параметры ячейки a = 0,42101 нм, Z = 3.
Не растворяется в воде.
Обладает металлической проводимостью, при 1,5°К переходит в сверхпроводящее состояние.

## Химические свойства
- Разлагается при сильном нагревании в вакууме:

{\displaystyle {\mathsf {2NbO\ {\xrightarrow {2330^{o}C}}\ 2Nb+O_{2}}}}
- Реагирует с кислородом при нагревании на воздухе:

{\displaystyle {\mathsf {4NbO+3O_{2}\ {\xrightarrow {T}}\ 2Nb_{2}O_{5}}}}
- Реагирует с хлором при нагревании:

{\displaystyle {\mathsf {2NbO+3Cl_{2}\ {\xrightarrow {T}}\ 2NbOCl_{3}}}}